# Raimondo III di Tolosa
Raimondo (925 circa – 972) fu conte di Nîmes, di Albi e di Tolosa e duca di Settimania  dal 950 fino alla sua morte.

## Origine
Figlio del conte di Tolosa, duca di Settimania, conte di Nîmes e conte d'Albi, e duca d'Aquitania e conte d'Alvernia, Raimondo Ponzio e di Garsenda, figlia del duca di Guascogna, Garcia II e di Amuna figlia del conte Guglielmo I di Bordeaux. Raimondo Ponzio era l'unico figlio del conte d'Albi e di Nîmes, conte di Tolosa e duca di Settimania, Raimondo II († circa 924) e della moglie (come risulta sia dal documento nº 52 dell'Histoire Générale de Languedoc, Preuves, Tome V, in cui è citata, come contessa in una donazione alla cattedrale di Narbona, sia nelle Europäische Stammtafeln, vol II, 68 (non consultate)), Guinidilda († dopo il 923), figlia del conte di Barcellona, Goffredo il Villoso (ca. 840-897) e di Guinidilda che, secondo la storica Alison Weir era figlia di Baldovino I delle Fiandre, mentre altri dicono fosse figlia di Mirò I conte di Rossiglione.

## Biografia
Secondo le Europäische Stammtafeln, Raimondo III sarebbe da identificarsi col padre Raimondo Ponzio, ma secondo lo storico francese Christian Settipani sono due persone distinte.
Comunque, nel 962 circa, alla morte del padre, ereditò i titoli di conte di Tolosa, duca di Settimania e conte di Nîmes e d'Albì.
Il 2 luglio 972, secondo il documento nº 121 del volume V delle Preuves de l'Histoire Générale de Languedoc, Raimondo tenne udienza a Nîmes (qualcuno sostiene che fosse il cugino, Raimondo III di Rouergue).
Un altro documento, il nº 123 del volume V delle Preuves de l'Histoire Générale de Languedoc, sempre del 972, testimonia che Raimondo fece una donazione, controfirmata dalla madre, Garsenda, alla chiesa di Saint-Michel de Gaillac. Questa donazione fu fatta da Raimondo per farsi perdonare i propri peccati (pro peccatis meis), forse presagendo che in quell'anno sarebbe morto.

## Matrimonio e discendenza
Raimondo aveva sposato Gundinilde, come risulta dal testamento, redatto verso la fine del 972, della suocera, Garsinda, che citando il proprio nipote Raimondo, lo definisce figlio di Gunidilde (Raymundo filio Gundinildis nepoti meo). Raimondo da Gundinilde ebbe quattro figli:
- Raimondo[1] (?-978), conte di Tolosa, conte di Nîmes e d'Albì e conte d'Alvernia, citato nel testamento della nonna. Garsinda[10]
- Ugo[1] (?- prima del 992), anche lui citato nel testamento della nonna. Garsinda[10]
- Liutgarda (950 circa – 985 circa), che sposò, nel 967 circa, il conte di Barcellona, Borrell II (946-993), di cui si conoscono due documenti di vendite assieme alla moglie: uno, tratto dal Cartulario de Sant Cugat del Vallès[11] del 977, ed un secondo tratto dal cartolario di Vic[7] del 980
- una femmina che sposò Aimery Comte de Saintes, gli diede una figlia femmina che sposò Maurizio d'Angiò[7], figlio del terzo conte d'Angiò, Goffredo I d'Angiò.

## Ascendenza
|                             |                         |                          | Genitori                  |  |  | Nonni |  |  | Bisnonni           |  |  | Trisnonni            |  |
|                             |                         |                          |                           |  |  |       |  |  | Oddone I di Tolosa |  |  | Raimondo I di Tolosa |  |
|                             |                         |                          |                           |  |  |       |  |  | Oddone I di Tolosa |  |  | Raimondo I di Tolosa |  |
|                             |                         | Berta                    |                           |  |  |       |  |  | Oddone I di Tolosa |  |  |                      |  |
| Raimondo II di Tolosa       |                         |                          |                           |  |  |       |  |  | Oddone I di Tolosa |  |  |                      |  |
|                             |                         | Garsenda d'Albi          | Ermengardo d'Albi         |  |  |       |  |  |                    |  |  |                      |  |
|                             |                         | Garsenda d'Albi          | Ermengardo d'Albi         |  |  |       |  |  |                    |  |  |                      |  |
|                             |                         | Garsenda d'Albi          | …                         |  |  |       |  |  |                    |  |  |                      |  |
| Raimondo Ponzio I di Tolosa |                         | Garsenda d'Albi          |                           |  |  |       |  |  |                    |  |  |                      |  |
|                             |                         | Goffredo il Villoso      | Sunifredo I di Barcellona |  |  |       |  |  |                    |  |  |                      |  |
|                             |                         | Goffredo il Villoso      | Sunifredo I di Barcellona |  |  |       |  |  |                    |  |  |                      |  |
|                             |                         | Goffredo il Villoso      | Ermessinda                |  |  |       |  |  |                    |  |  |                      |  |
| Guinidilda                  |                         | Goffredo il Villoso      |                           |  |  |       |  |  |                    |  |  |                      |  |
|                             |                         | Guinidilda d'Empúries    | Baldovino I di Fiandra    |  |  |       |  |  |                    |  |  |                      |  |
|                             |                         | Guinidilda d'Empúries    | Baldovino I di Fiandra    |  |  |       |  |  |                    |  |  |                      |  |
|                             |                         | Guinidilda d'Empúries    | Giuditta                  |  |  |       |  |  |                    |  |  |                      |  |
| Raimondo III di Tolosa      |                         | Guinidilda d'Empúries    |                           |  |  |       |  |  |                    |  |  |                      |  |
|                             | Sancho III di Guascogna | Wandresigelo             |                           |  |  |       |  |  |                    |  |  |                      |  |
|                             | Sancho III di Guascogna | Wandresigelo             |                           |  |  |       |  |  |                    |  |  |                      |  |
|                             | Sancho III di Guascogna | Maria di Guascogna       |                           |  |  |       |  |  |                    |  |  |                      |  |
| Garcia II di Guascogna      | Sancho III di Guascogna |                          |                           |  |  |       |  |  |                    |  |  |                      |  |
|                             |                         | Quisilo di Guascogna     | Garcia di Bueil           |  |  |       |  |  |                    |  |  |                      |  |
|                             |                         | Quisilo di Guascogna     | Garcia di Bueil           |  |  |       |  |  |                    |  |  |                      |  |
|                             |                         | Quisilo di Guascogna     | …                         |  |  |       |  |  |                    |  |  |                      |  |
| Garsenda di Guascogna       |                         | Quisilo di Guascogna     |                           |  |  |       |  |  |                    |  |  |                      |  |
|                             |                         | Guglielmo II di Bordeaux | …                         |  |  |       |  |  |                    |  |  |                      |  |
|                             |                         | Guglielmo II di Bordeaux | …                         |  |  |       |  |  |                    |  |  |                      |  |
|                             |                         | Guglielmo II di Bordeaux | …                         |  |  |       |  |  |                    |  |  |                      |  |
| Amuna di Bordeaux           |                         | Guglielmo II di Bordeaux |                           |  |  |       |  |  |                    |  |  |                      |  |
|                             |                         | …                        | …                         |  |  |       |  |  |                    |  |  |                      |  |
|                             |                         | …                        | …                         |  |  |       |  |  |                    |  |  |                      |  |
|                             |                         | …                        | …                         |  |  |       |  |  |                    |  |  |                      |  |
|                             |                         | …                        |                           |  |  |       |  |  |                    |  |  |                      |  |

### Fonti primarie
- (LA)  Preuves de l'Histoire Générale de Languedoc, tome V.
- (LA)  Cartulario de Sant Cugat del Vallès, vol. I.

### Letteratura storiografica
- Louis Alphen, Francia: Gli ultimi Carolingi e l'ascesa di Ugo Capeto (888-987), in «Storia del mondo medievale», vol. II, 1979, pp. 636–661
- (ES)  Textos navarros del Codice de Roda.